# Gåsefjord
De Gåsefjord (Groenlands: Nertivit Kangersivat) is een fjord in de gemeente Sermersooq in het oosten van Groenland. 
De fjord maakt deel uit van het fjordencomplex Kangertittivaq (Scoresby Sund) en is een afsplitsing van Hall Bredning. Vanuit Hall Bredning gaan er twee fjorden in zuidwestelijke richting: de noordelijke Fønfjord en de zuidelijke Gåsefjord. Tussen deze twee fjorden in ligt het Gåseland. Ten zuiden van de Gåsefjord ligt het Geikieplateau.
De fjord wordt door verschillende gletsjers gevoed, waaronder (van oost naar west) de Sydgletsjer bij de monding van de fjord, de Magga Dangletsjer, de Kista Dangletsjer en de Gåsegletsjer.